# شانتال ديفيد
شانتال ديفيد هي رياضياتية كندية، ولدت في 1964.